# Those Without Sin
Pour plus de détails, voir Fiche technique et Distribution.
Those without Sin est un film américain réalisé par Marshall Neilan, sorti en 1917.
L'action du film se déroule pendant la Guerre de Sécession.

## Synopsis
Melanie Landry, une belle Sudiste, cherche à sauver son père de la disgrâce d'Henry Melon, un fonctionnaire nordiste. Melon, envoyé pour examiner les comptes gouvernementaux de Richard Landry, insulte Landry, mais ses insultes suscitent des représailles de la part des Cavaliers de la Nuit, un groupe dirigé par Chester Wallace. Bob, le frère de Chester, fraîchement diplômé de West Point, est amoureux de Melanie. Au début de la guerre de Sécession, Richmond est évacuée et Melanie, son père, ainsi que les enfants Wallace et Dackin, sont capturés par le colonel Melon alors qu'ils tentent de quitter la ville. Melon n'a pas oublié son humiliation et Melanie, pour sauver ses amis et leur permettre de remettre les dépêches qu'ils transportent, se sacrifie.

## Fiche technique
- Réalisation : Marshall Neilan

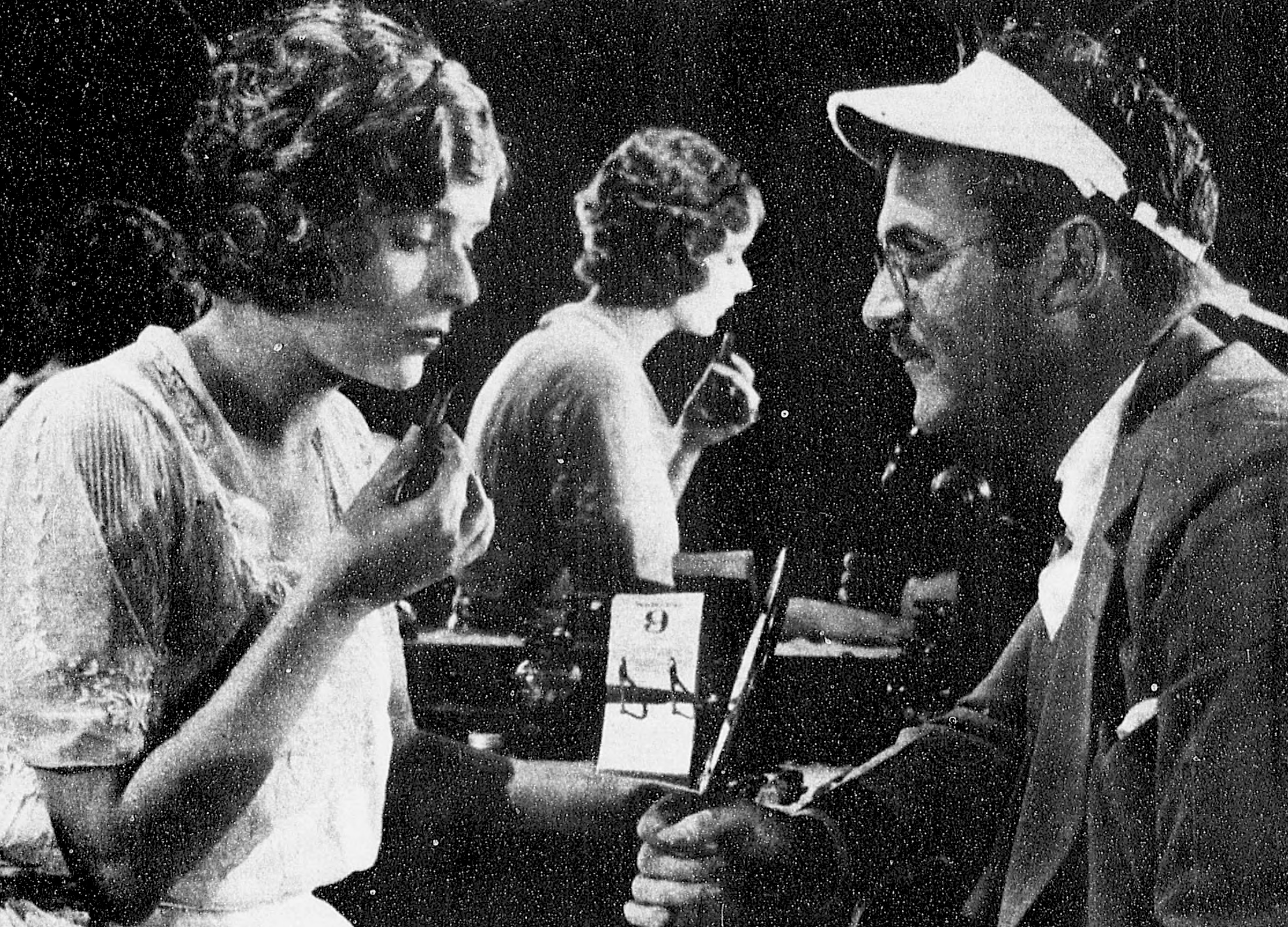
Blanche Sweet et le réalisateur Marshall Neilan.

- Scénario : Thomas J. Geraghty (en), George DuBois Proctor, Harvey F. Thew, George D. Price[3]
- Producteur : Jesse L. Lasky
- Photographie : Walter Stradling
- Production : Jesse L. Lasky Feature Play Company
- Pays de production :  États-Unis
- Genre : Drame, film historique[2]
- Distributeur : Paramount Pictures
- Durée : 50 minutes
- Date de sortie : 1er mars 1917

## Distribution
- Blanche Sweet : Melanie Landry
- Tom Forman : Bob Wallace
- Clarence Geldart : Richard Landry
- Guy Oliver: Henry Melon
- James Neill : Doctor Wallace
- Charles Ogle : Colonel Dackens
- George Beranger : Chester Wallace
- Mabel Van Buren : Estelle Wallace
- Dorothy Abril : Grace
- Edna Mae Wilson : la fille de Dackin
- Billy Jacobs : le fils de Dackin
- Mayme Kelso : Mrs. Wallace